# Adam Miller
Adam Miller, född 1979 i Eugene, är en amerikansk målare baserad i New York. Han är känd för sina storskaliga målningar inspirerade av barocken och manierismen. Han är utbildad vid The Florence Academy of Art, Michal John Angel Studios, Art Students League of New York och Grand Central Academy of Art.
År 2017 färdigställde han en monumentalmålning vid namn Quebec, som föreställer framstående personer från Québecs och Kanadas historia. Målningen gjordes på beställning av affärsmannen Salvatore Guerrera i Montréal.